# De Plaets
De Plaets is een neoclassicistisch bouwwerk uit 1845 in de Noord-Brabantse plaats Berlicum. Het heeft gefunctioneerd als raadhuis en later als gemeentehuis van de voormalige gemeente Berlicum. In 1944, ten tijde van de Tweede Wereldoorlog, is het gebouw beschadigd geraakt. Na de oorlog is het hersteld en in 1948 opnieuw in gebruik genomen. Opname in het Rijksmonumentenregister vond plaats in 1970. In 1983 verkocht de gemeente het pand, het kwam daarna in gebruik als bedrijfslocatie.